# Schefflera gleasonii
Schefflera gleasonii är en araliaväxtart som först beskrevs av Nathaniel Lord Britton och Percy Wilson, och fick sitt nu gällande namn av Brother Alain. Schefflera gleasonii ingår i släktet Schefflera och familjen araliaväxter. IUCN kategoriserar arten globalt som sårbar.
Artens utbredningsområde är Puerto Rico. Inga underarter finns listade.